# 安田一之
安田 一之（やすだ かずゆき）は、日本の心理学者。大阪学院大学流通科学部准教授。専門は臨床心理学、教育学。

## 経歴
立命館大学文学部卒業。鳴門教育大学大学院学校教育研究修士課程修了。比叡山高等学校、大阪学院大学高等学校教諭、大阪学院大学国際学部准教授を経て現職。

## 所属学会
- 日本人間性心理学会
- 日本心理臨床学会

## 著書
- 『心の教育とカウンセリング』（山本陽子、橋本朋広、山本昌輝(編集)、2003年6月、八千代出版）[1]